# گروه مبارزان اسلامی مراکش
گروه مبارزان اسلامی مراکش (فرانسوی: Groupe Islamique Combattant Marocain‎) یا GICM، یک سازمان تروریستی جهادگرای سلفی وابسته به القاعده است. GICM یکی از چندین گروه تروریست‌های شمال آفریقا است که در طول دوران طالبان در افغانستان به وجود آمد. این سازمان و اعضای وابسته آن با حملات تروریستی عمده از جمله بمب‌گذاری‌های سال ۲۰۰۳ کازابلانکا که باعث کشته شدن ۳۳ نفر و زخمی شدن بیش از ۱۰۰ نفر و بمب‌گذاری ۲۰۰۴ قطار مادرید که باعث کشته شدن ۱۹۱ نفر و زخمی شدن بیش از ۲٬۰۰۰ شد، شناخته می‌شوند. به نظر می‌رسد سرکوب علیه سلول‌های متعدد این گروه در اروپا توانایی‌های GICM را به‌طور قابل توجهی کاهش داده‌است.

## تاریخچه

### پیشینه
GICM در دهه ۱۹۹۰ توسط مأموران مراکشی در اردوگاه‌های آموزش القاعده در افغانستان و جانبازان سابق مجاهدین در جنگ شوروی و افغانستان تأسیس شد. این گروه از دو گروه کوچک رزمندگان حرکت اسلامی مراکش (HASM) و گروه جوانان اسلامی تشکیل شد و هدف آن‌ها تشکیل یک حکومت اسلامی در مراکش بود. این گروه تأمین مالی خود را از فعالیت‌های جنایتکارانه مانند سرقت، اخاذی، جعل اسناد، تجارت غیرقانونی مواد مخدر و قاچاق اسلحه از طریق شمال آفریقا و اروپا به دست می‌آورد. یک سلول وابسته به گروه مسئول بقتل رساندن دو توریست اسپانیایی در هتل اطلس آسین در در اوت ۱۹۹۴ در شهر مراکش بود. رهبر ایدئولوژیک این گروه، احمد رفیقی (ع.ک. آ ابو حدیفه) بود، که مسئول سازماندهی مبارزان مراکش در افغانستان بود.

### حملات مرتبط با GICM
همراه با دیگر وابستگان به القاعده، GICM در سراسر جهان توسط قطعنامه ۱۲۶۷ سازمان ملل متحد پس از حملات ۱۱ سپتامبر در سال ۲۰۰۱ ممنوع اعلام شد. این گروه بعداً چندین عملیات تروریستی انجام داد. در سال ۲۰۰۳، دوازده بمب‌گذار انتحاری از گروه وابسته سلفی جهادی مسئول بمب‌گذاری‌های هماهنگ شده انتحاری در کازابلانکا بودند که ۳۳ نفر را کشتند. حداقل هشت نفر از افرادی که پس از بمبگذاری‌ها محاکمه شدند، متهم به عضویت در GICM بودند. نورالدین نفیا، رهبر مهم پیشین گروه، به ۲۰ سال حبس محکوم شد و سعد حسنی، رئیس کمیته نظامی گروه (بازداشت در سال ۲۰۰۷) به ۱۵ سال محکوم شد.
یک سال پس از بمب‌گذاری‌های کازابلانکا، GICM مظنون به بمب‌گذاری قطار مادرید در سال ۲۰۰۴ شد که باعث کشته شدن ۱۹۱ نفر و زخمی شدن بیش از ۲۰۰۰ نفر شد. یک سلول مرتبط با این حملات با GICM از طریق یوسف بلهادج و حسن الهاسکی که در بلژیک مستقر بود، رابطه داشت. یکی از مجرمان اصلی، جمال ذوگام، با رهبران GICM از جمله محمد الروبوزی (a.k.a. Abou Issa) در انگلیس و عبدالعزیز بنیاچ در مراکش دیدار کرده بود.
این گروه همچنین با بمب‌گذاری‌های سال ۲۰۰۷ کازابلانکا ارتباط دارد. همچنین با استخدام جنگجویان جهادی در عراق، GICM مسئول حداقل یک بمب‌گذاری انتحاری علیه نیروی چند ملیتی- عراق است.

## فعالیت‌ها و سلول‌ها
بخش بزرگی از اعضای GICM از تبار موراکانی در اروپای غربی، جایی که در تعدادی از توطئه‌های تروریستی دست داشتند بودند. این سازمان در اروپا، در انگلستان مستقر است اما سلول‌های متعددی از جمله سلول‌های خفته در اسپانیا، بلژیک، ایتالیا، فرانسه، دانمارک، ترکیه، مصر و هلند دارد.
سازمان‌های اروپایی این گروه به نظر می‌رسد تحت رهبری محمد الغربوزی است این فرد، در سال ۲۰۰۱ توسط مقامات ایرانی دستگیرشده و به انگلیس مسترد شد، و سپس در یک محاکمه غیابی در مراکش به دلیل نقش وی در بمبگذاری سال ۲۰۰۳ کازابلانکا به ۲۰ سال حبس محکوم شد. یک هسته بلژیکی به رهبری عبدالکراد حاکمی، لاهووسین الهاسکی، مصطفی لوآنانی و هشت مرد دیگر در سال ۲۰۰۶ محکوم شد. اعضای GICM نیز در اسپانیا و فرانسه نیز دستگیرشده‌اند. چهار عضو این گروه در دسامبر ۲۰۰۴ در جزایر قناری دستگیر شدند، این افراد مظنون به ایجاد یک پایگاه جدید برای گروه در آنجا بودند. گروه‌های ربط و ناکچا مستقر در کاتالونیا که بمب‌گذار انتحاری برای عراق استخدام کردند، در سال ۲۰۰۵ و ۲۰۰۶ برچیده شدند. در پاریس، سیزده نفر مظنون به پیوند به GICM در سال ۲۰۰۴ دستگیر شدند. امام مسجد وارزه، ایتالیا مظنون به جمع‌آوری پول و استخدام برای GICM در سال ۲۰۰۸ به مراکش دستگیر شد. به گفته پلیس فدرال برزیل، GICM یکی از هفت گروه تروریستی اسلامی است که در کشور و در منطقه مرزی با آرژانتین و پاراگوئه فعالیت می‌کند. این گروه همچنین در کانادا فعالیت داشته‌است.
تا سال ۲۰۱۰، اغلب رهبران سازمان، زندانی یا کشته شده‌اند، اگر چه سلول‌های سابق و اعضای بزرگ هنوز تهدید محسوب می‌شوند. Although not officially confirmed, به‌طور رسمی اگرچه تأیید نشده‌است، بر اساس برخی منابع، این گروه به القاعده اسلامی در مجارستان (AQIM) پیوسته‌است. یک سلول با ۲۷ عضو در تطوان که در ژانویه ۲۰۰۷ دستگیر شدند، رابطه لجستیکی و مالی با GICM و AQIM داشتند. محمد مومو (معروف به ابو قصوره)، دومین فرمانده القاعده در عراق، اساساً عضو اصلی GICM بود. کریم المجیتی، یکی دیگر از رهبران بنیان‌گذار گروه در سال ۲۰۰۵ پس از تبدیل شدن به رهبر القاعده در عربستان سعودی، کشته شد.

## روابط خارجی

### نامگذاری به عنوان یک سازمان تروریستی
کشورها و سازمان‌های رسمی زیر، گروه مبارزان اسلامی مراکش را به عنوان یک سازمان تروریستی معرفی کرده‌اند.
| کشور                | تاریخ         | منابع  |
| سازمان ملل متحد     | ۱۰ اکتبر ۲۰۰۲ |        |
| ایالات متحده آمریکا | ۵ دسامبر ۲۰۰۲ |        |
| بریتانیا            | ۱۴ اکتبر ۲۰۰۵ | [ ۲۷ ] |